# Tony Ballard
Tony Ballard ist eine Heftroman-Serie aus dem Bastei-Verlag. Von 2005 bis 2014 erschien sie beim Zaubermond-Verlag als Taschenbuchreihe. Von 2014 bis 2022 wurde die Serie mit neuen Abenteuern im Verlag Romantruhe fortgesetzt. Ab 2022 erscheinen neue Folgen wieder im Bastei Verlag. Die Hörspiele zu Tony Ballard erscheinen bei Maritim (Label) und werden von DreamLand Productions produziert.

## Geschichte
Das erste Heft der eigenständigen Serie (Wenn sie aus den Gräbern steigen...) erschien am 1. Oktober 1982, der letzte Band (Die Hölle stirbt!) am 30. April 1990. Insgesamt erschienen im vierzehn-Tage-Rhythmus 200 Bände der eigenständigen Serie. Zuvor waren in den Jahren 1974 bis 1982 67 Romane in der Heftreihe Gespenster-Krimi erschienen. Das erste Abenteuer erschien als Band 47 des Gespenster-Krimis (Die Höllenbrut).
Am 25. August 1992 erschien in der Serie Dämonen-Land ein neuer Tony-Ballard-Roman: Das Böse lebt. Die Handlung schließt an Band 200 der eigenständigen Serie an.
Seit März 2005 erscheinen beim Zaubermond-Verlag neue Abenteuer im Hardcover-Format, deren Handlung am Ende des Dämonenland-Romanes ansetzt. Mit Band 40 wurde diese Serie eingestellt, wird jedoch von Romantruhe in Form von Taschenbüchern fortgeführt. Hier sind bisher 27 Bände erschienen. Bis später nochmal 5 neue Romane in der Neuauflage des Gespenster-Krimis erschienen sind. Damit sind insgesamt 402 Tony-Ballard-Romane erschienen, da sowohl die Hardcover des Zaubermond-Verlags als auch die Romantruhe-Paperbacks jeweils zwei Romane enthalten. Sämtliche Romane wurden von Friedrich Tenkrat überwiegend unter dem Pseudonym A. F. Morland verfasst.
Seit November 2007 erscheinen bei Dreamland Productions die Hörspiele zur Romanserie.
Seit 2022 gibt es 5 neue Romane über Tony Ballard von A.F. Morland (Friedrich Tenkrat) in der Neuauflage des Gespenster-Krimi aus dem Hause Bastei-Lübbe.

## Autor
Die Romane wurden ausschließlich von Friedrich Tenkrat verfasst. Anfangs geschah dies unter den Pseudonymen A.F. Mortimer, Frederic Collins und Dean Morris, später ausschließlich unter A.F. Morland. Die vier Romane der John-Sinclair-Reihe, in denen Tony Ballard auftritt, stammen ebenfalls von Friedrich Tenkrat. Es waren die John Sinclair Nummern 25, 98, 146 und 176. Tenkrats Schaffen beschränkte sich jedoch nicht nur auf die Tony-Ballard-Serie, er hat in seinem Leben über 2000 Romane aller Art geschrieben. Der letzte Tony Ballard Roman wurde vom Verlag Bastei nach seinem Tod extra an seinem Geburtstag veröffentlicht.

## Handlung
Die Serie erzählt die Geschichten des Privatdetektivs Tony Ballard, der zusammen mit seinen Freunden (unter anderem dem Silberdämon Mr. Silver) gegen Vampire und Dämonen kämpft. Die Erzählungen sind vergleichbar mit der Serie Geisterjäger John Sinclair, die ebenfalls im Bastei-Verlag erscheint.
Der größte Unterschied der beiden Serien ist, dass John Sinclair vorrangig ein Mix aus Krimi und Grusel ist, während Tony Ballard vorrangig ein Mix aus Fantasy und Grusel ist. Dies beweist allein schon Ballards Freundeskreis, der unter anderen aus einem Ex-Dämonen, Hexen, einem Gnom, einem Nesselvampir und Mutanten besteht.
Zu den Hauptfeinden Ballards zählen derzeit in den Hardcovern Agassmea, Jan van Vermeer und Mago & Loxagon.

## Crossovers
Zu Beginn der Heftromanserie Geisterjäger John Sinclair von Jason Dark gehörte Friedrich Tenkrat zu den Co-Autoren und steuerte einige von ihm verfasste Romane bei, bevor die Serie ab Band 183 komplett von Helmut Rellergerd übernommen wurde. Aus der Feder von Tenkrat stammen 32 Sinclair-Romane, von denen es sich bei vier der Geschichten um Crossover zwischen John Sinclair und Tony Ballard handelt. Dies sind die Bände 25 Das Geheimnis des Spiegels, 98 Der Joker des Teufels, 146 Höllenfahrt im Todesstollen und 176 Der Pestvogel.
Tony Ballard wird unter anderem auch in den Romanen 1141 Vereint und 1199 Das lauernde Böse der Romanserie Professor Zamorra erwähnt. In letzterem Roman, Das lauernde Böse, tritt weiterhin auch Dorian Hunter aus der Romanserie Dämonenkiller auf. Da es innerhalb von Geisterjäger John Sinclair außerdem Crossovers mit Damona King, Mark Baxter und dem Hexer von Salem gab, spielen diese somit ebenfalls im selben fiktiven Universum wie Tony Ballard.

## Hörspiele
Seit November 2007 erscheinen bei Dreamland Productions die Hörspiele zur Romanserie. Vertont werden hier die Glanzlichter unter den Romanen. Besetzt ist die Serie mit bekannten Sprechern wie Torsten Sense (Tony Ballard in Folge 1-40), Ozan Ünal (Tony Ballard in Folge 41-55), Tilo Schmitz (Mr. Silver in Folge 1-36), Tobias Brecklinghaus (Mr. Silver in Folge 37-bis heute), Klaus-Dieter Klebsch (Erzähler 1-24), Gerrit Schmidt-Foß (Erzähler 25 bis heute), Dorette Hugo (Vicky Bonney), Katja Brügger (Roxane), Christian Rode (Tucker Peckinpah in Folge 2-27), Peter Kirchberger (Tucker Peckinpah in Folge 43 bis heute), Mathias Renneisen (Loxagon in Folge 50 bis heute), Patrick Bach (Cruv in Folge 12-heute), Wolfgang Bahro (Atax – Die Seele des Teufels), Martin Keßler (Mago, der Jäger der abtrünnigen Hexen) u. v. a.
In der Folge 16 Die Vampir-Klinik gab es ein Crossover mit der Hörspielserie Faith van Helsing.

### Folgenindex
- 01. Die Höllenbrut (19. Oktober 2007)
- 02. Ein Dorf in Angst (Originaltitel Vögel des Todes) (14. Dezember 2007)
- 03. Die Rache des Todesvogels (6. Juni 2008)
- 04. Fahrstuhl zur Hölle (24. Oktober 2008)
- 05. Die Satansdragoner (1. Mai 2009)
- 06. Das zweite Leben der Marsha C. (9. September 2009)
- 07. Die Rückkehr der Bestie (19. März 2010)
- 08. Im Niemandsland des Bösen (19. Juni 2010)
- 09. Die weiße Hexe (22. Oktober 2010)
- 10. Die Hexe und der Silberdämon
(Originaltitel Der Silbermann) (15. Juli 2011)
- 11. Das Höllenschwert (21. Mai 2012)
- 12. Der Schatz der toten Seelen (1/3) (1. Oktober 2012)
- 13. Lockruf der Zombies (2/3) (14. Dezember 2012)
- 14. Das Schiff der schwarzen Piraten (3/3) (14. Dezember 2012)
- 15. Der Sarg der tausend Tode (29. Juli 2013)
- 16. Die Vampir-Klinik (25. Oktober 2013)
- 17. Ich jagte das rote Skelett (14. März 2014)
- 18. Horrorhölle Tansania (1/2) (13. Juni 2014)
- 19. Duell der Dämonen (2/2) (19. September 2014)
- 20. In den Krallen der Tigerfrauen (6. Februar 2015)
- 21. Die Kamikaze-Monster (1/2) (3. Juli 2015)
- 22. Die Schrecken des Mortimer K. (2/2)
(Originaltitel Das zweite Leben des Mortimer K.) (25. September 2015)
- 23. Der Tod schleicht durch London (1/2) (22. Januar 2016)
- 24. In den Klauen der Knochenmänner (2/2) (27. Mai 2016)
- 25. Als der Silberdämon starb (1/3) (23. September 2016)
- 26. Die Hexe und ihr Henker (2/3) (25. November 2016)
- 27. Sie wollten meine Seele fressen (3/3) (24. März 2017)
- 28. Der Teufel führt Regie (23. Juni 2017)
- 29. Der Kampf um den Ring (13. Oktober 2017)
- 30. Monster aus der Retorte (1/2)

(26. Januar 2018)
- 31. Brutstätte des Bösen (2/2)

(25. Mai 2018)
- 32. Wenn die Toten sich erheben … (7. September 2018)
- 33. Verflucht (7. Dezember 2018)
- 34. Prof. Kulls Blutnixe (1/3) (26. April 2019)
- 35. Der Albtraum-Dämon (2/3) (20. Juni 2019)
- 36. In den Fängen des Bösen (3/3) (13. September 2019)
- 37. Zerberus, die Höllenbestie (1/4)
(Originaltitel Zerberus, der dreiköpfige Tod) (29. Mai 2020)
- 38. Der geflügelte Tod (2/4) (31. Juli 2020)
- 39. Duell um das Höllenschwert (3/4) (2. Oktober 2020)
- 40. Das Schädelgrab (4/4) (27. November 2020)
- 41. Sklaven der Satansdroge (26. März 2021)
- 42. MARBU - Die Kraft des Todes (30. Juli 2021)
- 43. Der Körperdieb (1/2) (21. Januar 2022)
- 44. In der siebenten Hölle (2/2)
- 45. Bei Vollmond kommt der Tod
- 46. Drei Herzen für die Hölle
- 47. Mortimer Kulls höllische Pläne
- 48. Im Reich der Satansaffen
- 49. Kampf der Giganten
- 50. Die Geburt des Höllensohns (1/5)
- 51. Der Seelensauger (2/5)
- 52. Brunnen der Umkehr  (3/5)
- 53. Die Rache des Höllenfürsten (4/5)
- 54. Mr. Silvers Sohn (5/5)
- 55. Trank des Verderben
- 56. Das Ghoul-Imperium
- 57. Das Monster aus der Todeswolke
- 58. Ghouls in Soho
- 59. Wenn das Grauen sich erhebt
- 60. Magos Höllenschädel (1/2)
- 61. Bote der Nacht (2/2)
- 62. In den Klauen der Ghouls
- 63. Die Herrin des Sumpfes
- 64. Das Dorf der lebenden Toten
- 65. Die Monster aus dem All (1/3)
- 66. Im Bann der Bestien (2/3)
- 67. Das Ultimatum der Aliens (3/3)

## Sprecher
Die wichtigsten Rollen und ihre Stimmen, sortiert nach ihrem Erstauftritt innerhalb der Serienchronologie:
| Rolle            | Sprecher             | Folgen   |
| ---------------- | -------------------- | -------- |
| Erzähler         | Klaus-Dieter Klebsch | 1–24     |
| Erzähler         | Gerrit Schmidt-Foß   | 25–heute |
| Tony Ballard     | Torsten Sense        | 1–40     |
| Tony Ballard     | Ozan Ünal            | 41–heute |
| Vicky Boney      | Dorette Hugo         | 1–heute  |
| Mr. Silver       | Tilo Schmitz         | 1–36     |
| Mr. Silver       | Tobias Brecklinghaus | 37–heute |
| Tucker Peckinpah | Christian Rode †     | 2–27     |
| Tucker Peckinpah | Peter Kirchberger    | 43–heute |
| Cruv             | Patrick Bach         | 12–heute |